# 暗算
暗算（あんざん）は、計算機や珠算、筆算によらず、頭の中で計算すること。
暗算と筆算は計算のプロセスに違いが見られる。通常の暗算は日常会話で読み上げたり話したりするときの数を利用し、それは各位に一、十、百のように数詞を当てたものであり、漢数字の九百九のように途中の位に値がなくても成立する。そのため暗算の計算プロセスは位取りの原理の認識（あるいは0の認識）が筆算ほど強くないと言われている。ただし一般的な暗算に対して、筆算や珠算の計算のプロセスを頭の中でイメージして応用する筆算式暗算（能力式暗算）や珠算式暗算もある。
なお、詰将棋や詰碁を、実際に駒や石を動かさずに、あるいは盤面を見ずに解くことも暗算と呼ばれる。

## 暗算の方法
簡単な暗算であれば、四則演算の意味を理解していれば、特殊な技術を用いることなく行うことができる。この際、九九を暗記することにより、さらに早く計算することができる。
足し算の例： 362+547=909
1.100の位の300+500を計算して、800。
2.10の位の60+40を計算して、100。
3.100の位の和と10の位の和を足して900。
4.1の位の2+7を計算して、9。
5.900+9=909。

## 暗算と教育
算数教育は暗算中心主義と筆算中心主義に大別される。ドイツ、東欧諸国、旧ソ連などは暗算中心の教育法であった。
日本では1935年（昭和10年）の「尋常小学算術」から国定教科書で暗算中心の方式がとられた。しかし、暗算偏重の方法には批判があり筆算中心の水道方式が提唱された。
インドでは20×20や40×20など二桁の掛け算を暗記するような数学教育が行われているので、複雑な暗算に対応しうる基礎がある。
特別な訓練を受けていないが暗算能力が高い者がおり、3桁どうしの乗算、因数分解、聞いた生年月日から曜日を答える（ツェラーの公式）などを暗算で瞬時に行える。

## 筆算や珠算でのイメージの応用

### 筆算式暗算（能力式暗算）
筆算式暗算は、頭の中に筆算のイメージを描いて計算することである。
```
356+872=

   356
  +872
￣￣￣
```

### 珠算式暗算
珠算式暗算とは、頭の中にそろばんのイメージを描き、そのイメージしたそろばんを用いて珠算を行う技術である。珠算式暗算は、まず珠算に熟達しなければ行えるようにならない。また、珠算に熟達することで、より素早く正確に、高度な暗算を行うことが出来るようになる。

356+872=
|  |  |  |

|  |  |  |  |

|  |  |  |  |

|  |  |  |  |

珠算式暗算に習熟するための手法として、コンピュータのディスプレイに、フラッシュ式で表示される数字の問題を、珠算式暗算を用いて計算する「フラッシュ暗算」がある。
各種の珠算教育団体では、珠算検定のほかに、暗算検定も行っている。暗算検定は、珠算式暗算の能力を測る検定試験で、試験のレベルに応じて級位・段位が与えられる。
2011年9月9日、「全日本珠算選手権大会」で岩手県大船渡市中学教員の笹野健夫が15個の3桁数字のフラッシュ暗算を1.77秒で正答して優勝し、ギネス世界記録認定された。